# داونتون آبي
داونتون آبي (بالإنجليزية: Downton Abbey) هو مسلسل تلفزيوني بريطاني من تأليف جوليان فيلوويس، بدء عرضه في يوم 26 سبتمبر 2010 واستمر عام حتى 2015. المسلسل من بطولة سامانثا بوند وهيو بونيفيل وجيسيكا براون فيندلي ولاورا كارميكايل، تقع أحداث المسلسل في داونتون ابي الخيالية في عقد 1910 يتم عرضه على قناة إم بي سي 1.

## روابط خارجية
- داونتون آبي على موقع IMDb (الإنجليزية)
- داونتون آبي على موقع ميتاكريتيك (الإنجليزية)
- داونتون آبي على موقع الموسوعة البريطانية (الإنجليزية)
- داونتون آبي على موقع روتن توميتوز (الإنجليزية)
- داونتون آبي على موقع نتفليكس (الإنجليزية)
- داونتون آبي على موقع قاعدة بيانات الأفلام العربية
- داونتون آبي على موقع أول موفي (الإنجليزية)
- داونتون آبي على موقع فيلمافينيتي (الإسبانية)
- داونتون آبي على موقع كينوبويسك (الروسية)
- داونتون آبي على موقع ألو سيني (الفرنسية)